# Erik Sparrman den yngre
Erik Sparrman, född 11 april 1707 i Brunflo, Jämtland, död 20 februari 1788 i Trång, Alsen, Jämtland, var en svensk bruksinspektor, tullinspektor och brukskamrer.
Han var son till häradshövding Erik Sparrman (1660-1709) och Anna Margareta Blix (1670-1715) som var dotter borgmästaren Magnus Blix, samt gift första gången 1740 med Maria Magdalena Sidenbom (1722-1765) som var dotter till major Magnus Sidenbom, andra gången med Helena Flodalin (1715-1778) som var dotter till kyrkoherden till Olaus Magni Flodalin och slutligen med Brigitta (Brita) Sophia Dahlin född Borén (död 1806). Han fick tillsammans med sin första fru nio barn. Alla tre giftermål innebar att han gifte sig till förmögenheter, men "intet ville förslå" sa någon av hans söner. Sonen Erik Axel Sparrman blev bruksförvaltare på Huså bruk och sonen Johan Magnus Sparrman blev bruksinspektor och nämndeman.
Sparrman började som handelsman i Stockholm och anförtroddes den lokaka ledningen av Huså bruk 1737. Den första tiden bodde han i Olden innan han 1742 flyttade till kopparverkets hemman i Kall. Genom sitt gifte med Sidenbom kom han i besittning av sin svärfaders gård i Trång dit han flyttade omkring 1752. I och med att han övertog ett stort hemmansbruk blev det en viss inskränkning i hans befattning vid bruket men han kvartstår i tjänst fram till sin död 1788. De sysslor i bergshanteringen som han lämnade övertogs av A. W. Burman, J.G. Edelfeldt och hans son Erik Axel Sparrman.
Genom en överenskommelse med bönderna i Krok fick han tillsammans med några bönder från Trång tillstånd att uppföra fäbodar vid Glumstjärn söder om Djupsjön. Enligt egna uppgifter kvarstod han i flera uppgifter vid bruket som han utförde tillsammans med disponenten men efter 1767 utförde han endast brukets kamerala uppgifter samt frakthanteringen på Storsjön och tillsynen över spikhammaren i Ytterån. Sparrman åtnjöt stort förtroende från bruksledningen men 1749 var man missnöjd med att han vid sidan av brukets skötsel även tog på sig tjänsten som tullinspektor i Duved, bruksledningen menade att detta splittrade hans intresse för kopparverkets affärer, och "gruve- och hyttdriften, rostningen, malmforslor, verkets fourneringar ej lärer drivits med den force och uppsikt som vederbort". Majoriteten av delägarna gav honom dock sitt förtroende och han fick behålla sin lön på 1.000 daler kopparmynt årligen, som senare höjdes till 1.200 daler. Han anhöll 1774 att på grund av avtagande krafter få intaga sin son Erik Axel i sitt arbete för direktionen, som efter att fadern avgått utsågs till disponent 1779.